# Jorge Carlos Fonseca
Jorge Carlos Fonseca (Mindelo, 20 oktober 1950) is een Kaapverdisch politicus. Tussen 2011 en 2021 was hij de president van Kaapverdië.

## Biografie
Fonseca studeerde rechten en juridische wetenschappen aan de Universiteit van Lissabon en was tussen 1982 en 1990 aan diezelfde universiteit werkzaam als onderwijsassistent.
Na de onafhankelijkheid van Kaapverdië in 1975 werd hij op nationaal niveau politiek actief, onder meer als verantwoordelijke voor emigratie (1975–1977) en op het ministerie van Buitenlandse Zaken (1977–1979). In 1991 werd Fonseca minister van Buitenlandse Zaken in de regering van Carlos Veiga, een functie die hij tot 1993 bekleedde. In 2001 stelde hij zich zonder succes kandidaat bij de Kaapverdische presidentsverkiezingen.
Gesteund door de Movimento para a Democracia (MpD) deed Fonseca in 2011 opnieuw mee aan de presidentsverkiezingen. Ditmaal veroverde hij in de eerste ronde 38% van de stemmen en werd hij in de tweede ronde met 54% tot president verkozen. Hij trad aan op 9 september 2011 en werd daarmee de opvolger van Pedro Pires. Fonseca was de vierde president van Kaapverdië sinds de onafhankelijkheid. Hij werd in 2016 herkozen voor een tweede ambtstermijn, maar mocht zich in 2021, conform de grondwet, niet nogmaals verkiesbaar stellen. Op 9 november 2021 werd hij als president opgevolgd door José Maria Neves, die van 2001 tot 2016 premier was geweest.